# LGM-30 Minuteman
För andra betydelser, se Minuteman (olika betydelser).
Minuteman är en amerikansk, landbaserad interkontinental ballistisk robot. Den kan bära upp till tre kärnvapenstridsspetsar. Sedan LGM-118 Peacekeeper avvecklades 2005 är Minuteman den enda amerikanska landbaserade roboten av sitt slag.

## Etymologi
Namnet är hämtat från ”Minuteman” som var medlemmar i en paramilitär milis under amerikanska revolutionskriget. Namnet syftar också till den snabba reaktionstiden; Roboten ska kunna avfyras inom en minut efter att ordern har kommit.

## Varianter

### LGM-30A Minuteman I
Den första modellen (LGM-30A Minuteman I) provsköts första gången 1 februari 1961 och trädde i tjänst 1962 på Malmstrom Air Force Base i Montana. 1965 hade totalt 800 robotar placerats ut på fem flygbaser (Malmstrom i Montana, Ellsworth i South Dakota, Minot i North Dakota, Warren i Wyoming och Whiteman i Missouri)

### LGM-30F Minuteman II
Den förbättrade versionen LGM-30F Minuteman-II började utvecklas samtidigt som LGM-30A togs i tjänst 1962 och började levereras 1965. Den hade längre räckvidd, bättre precision och kunde ta större last. Den ökade lastförmågen gjorde att den kunde utrustas med skenmål.
Styrdatorn i LGM-30F var en Autonetics D-37C och var den första serieproducerade datorn som var helt baserad på integrerade kretsar.

### LGM-30G Minuteman III
Utvecklingen av LGM-30G började 1966. Den största skillnaden mot tidigare modeller var att Minuteman III kunde bära upp till tre stridsspetsar.
Minuteman III är den enda som fortfarande (2010) är i tjänst. 450 stycken är fördelade mellan Warren, Minot och Malmstrom. De äldre robotarna har antingen förbrukats genom provskjutningar eller återanvänds för civila ändamål i raketserierna Minotaur och Conestoga.

### LEM-70A Minuteman ERCS
Efter att LGM-30F ersatt LGM-30A byggdes några Minuteman I-robotar om att i stället för kärnstridsspetsar bära en UHF-sändare till låg omloppsbana. Sändarna som fyllde rollen som ERCS (Emergency Rocket Communications System) och sände förinspelade avfyringsordrar till strategiska flygkommandots robotflottiljer ifall ett kärnvapenanfall skulle slå ut det ordinarie kommunikationssystemet.

## Uppdateringar

### Guidance Replacement Program (GRP)
År 1993 påbörjades arbetet med att byta ut de föråldrade styrdatorerna mot modernare hårdvara. De nya styrdatorerna är mer pålitliga och förväntas förlänga robotarnas livslängd till minst år 2020.

### Propulsion Replacement Program (PRP)
Från 1998 till 2009 byttes det fasta bränslet i samtliga raketsteg ut eftersom man befarade att det gamla bränslet inte var lagringsbeständigt.

### Single Reentry Vehicle (SRV)
I och med START I-avtalet förband sig både USA och Sovjetunionen att minska sina arsenaler av kärnvapen. En konsekvens av det var att Minuteman III-rakterna begränsades till att bara kunna bära en W78-stridsspets.

### Safety Enhanced Reentry Vehicle (SERV)
I och med avvecklingen av LGM-118 Peacekeeper 2005 flyttades deras W87-stridsspetsar över till modifierade Minuteman III-rakter. De nya stridsspetsarna hade bättre precision och fler säkringar.

## Organisation
Robotarna är baserade i robotsilon. I en robotgrupp ingår tio robotar som kontrolleras från en avfyringscentral (Launch Control Center, LCC). Fem robotgrupper ingår i en division. Alla LCC:er i divisionen är sammankopplade så att samtliga 50 robotar kan avfyras från en LCC om det skulle bli nödvändigt. I normala fall samlokaliseras tre divisioner i en robotflottilj på en flygbas. Ingen av robotsilona eller LCC:erna ligger närmare varandra än fem kilometer.

## Bilder

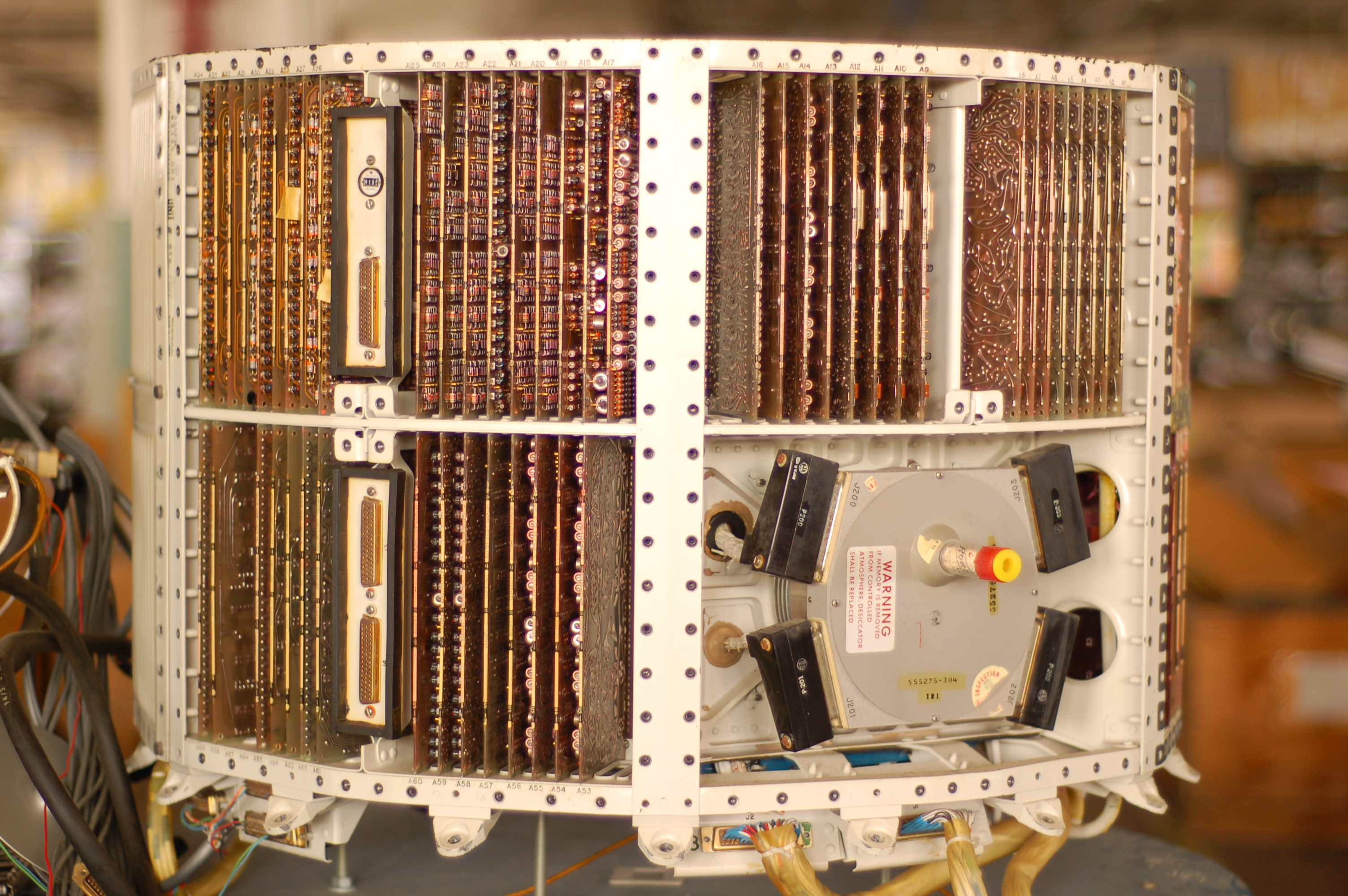
Styrdatorn D-17B var den första serietillverkade datorn som var helt baserad på integrerade kretsar.
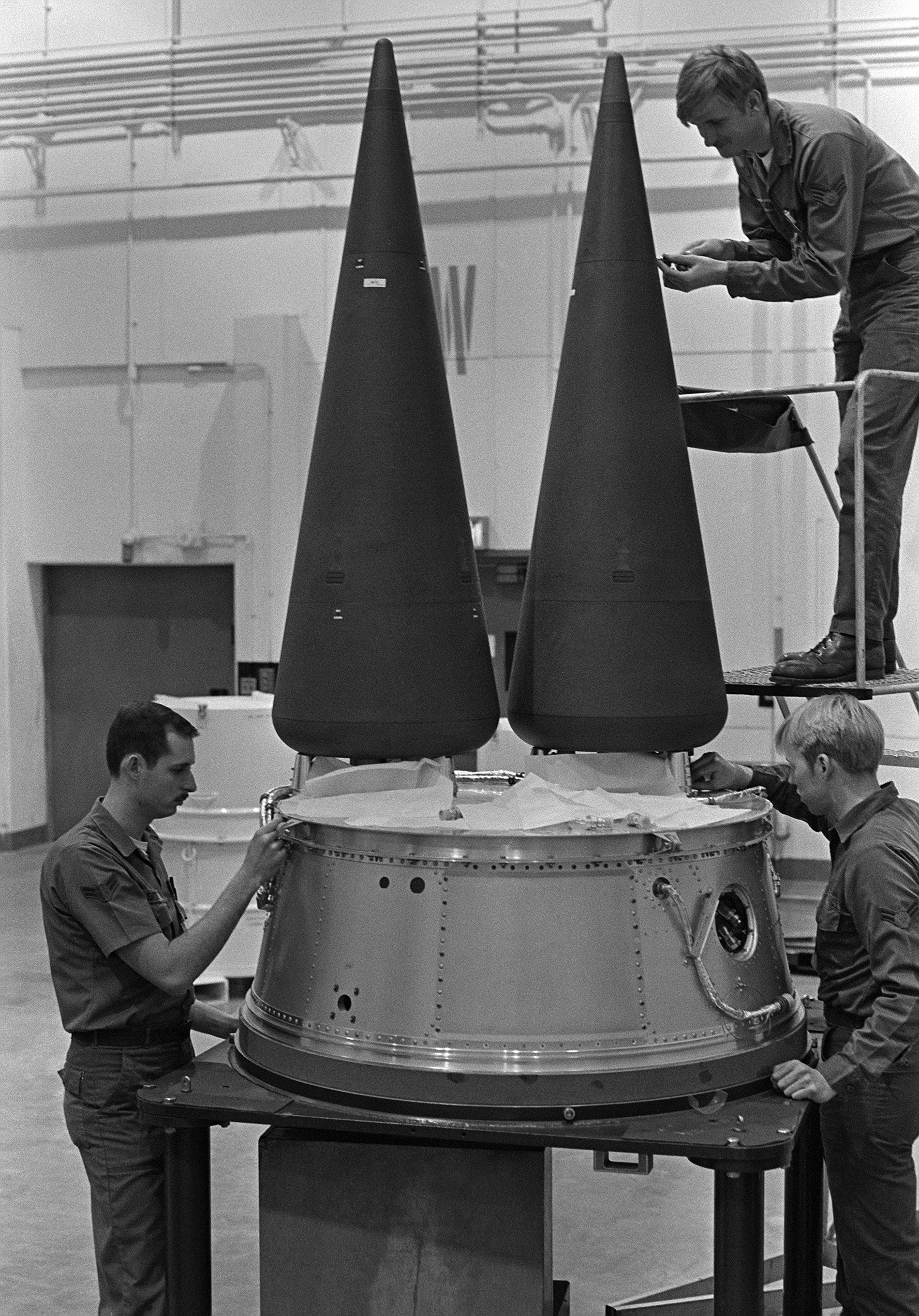
En Mk-12 Post-Boost Vehicle med två av tre stridsspetsar monterade.
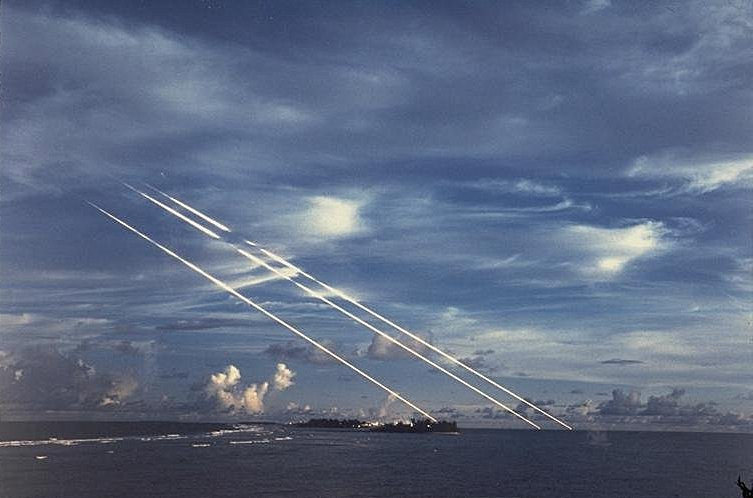
Tre stridsspetsar från en Minuteman III återinträder i atmosfären efter en provskjutning.
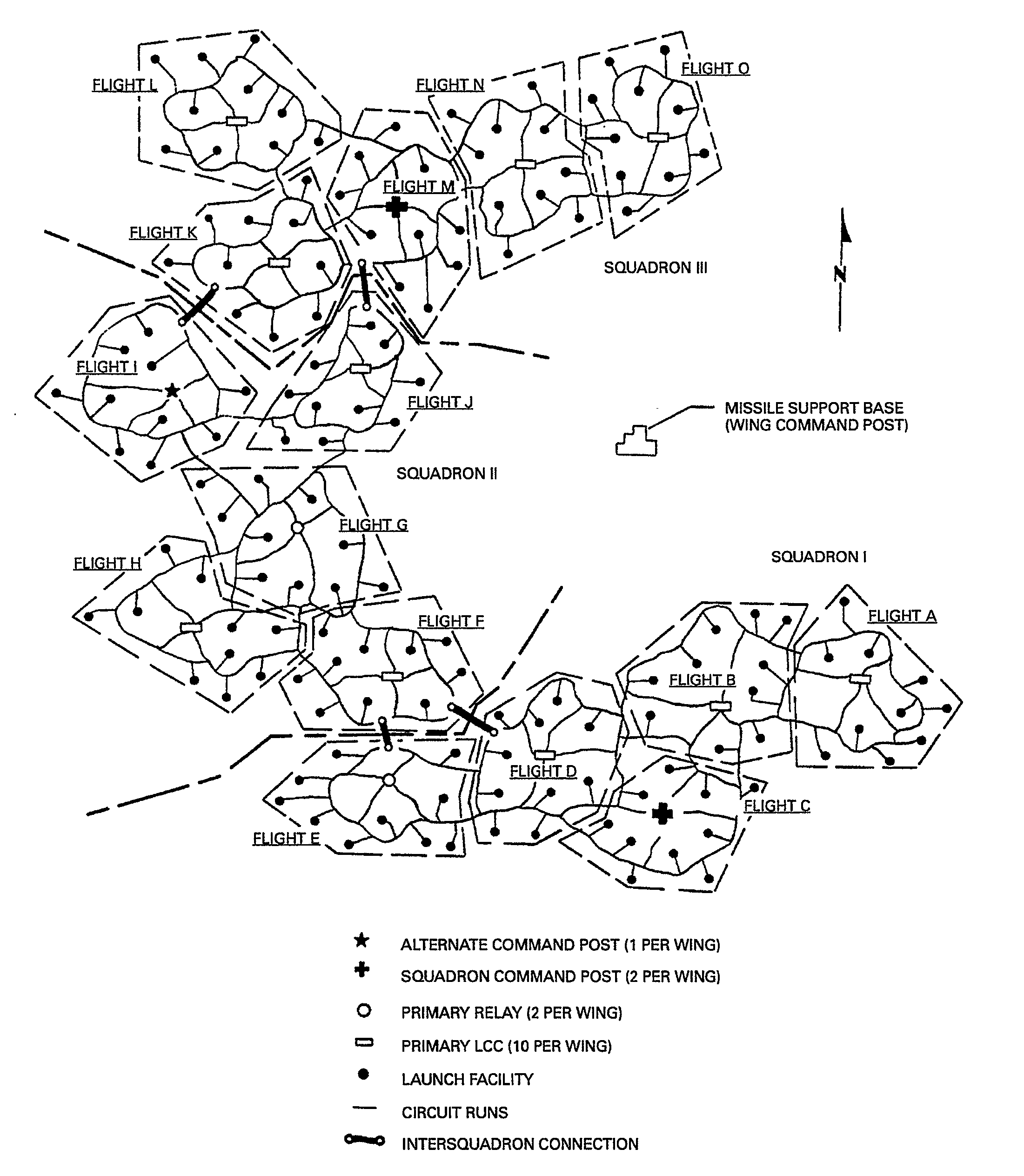
Fördelningen av robotsilor och LCC:er på en robotflottilj.

|  |  |